# Franz Christian Wulff
Franz Christian Wulff (* 17. Dezember 1873 in Hamburg; † 23. Februar 1947 ebenda) war ein deutscher Rechtsanwalt und Abgeordneter der Hamburgischen Bürgerschaft.

## Leben
Wulff studierte Rechtswissenschaften in Berlin und Tübingen, wo er Mitglied der Studentenverbindung Saxonia war.
Er gehörte von 1919 bis 1921 der Hamburgischen Bürgerschaft an, er schloss sich als Gast der Fraktion der Wirtschaftspartei an.